# Pima (Burkina Faso)
Pour les articles homonymes, voir Pima.
Pima est une commune rurale située dans le département de Sidéradougou de la province de Comoé dans la région des Cascades au Burkina Faso.